# PUI PUI 天竺鼠車車
《PUI PUI 天竺鼠車車》是日本原創電視定格動畫，於2021年1月5日起逢星期二在東京電視台系列兒童節目《幼兒電視台》（きんだーてれび）內播映。以天竺鼠（モルモット）為原型的車輛（カー）「天竺鼠車車」（モルカー）為主角，「PUI PUI」是天竺鼠車車的叫聲。總共12集，每集片長2分40秒。續篇《PUI PUI 天竺鼠車車 駕訓班篇》於2022年10月起播出。CG電影《PUI PUI 天竺鼠車車 電影版 MOLMAX》於2024年11月29日於日本上映，台灣於2025年1月17日上映。

## 登場角色
天竺鼠車車融合天竺鼠這個動物與人造工具汽車。天竺鼠車車有四個長得像車輪的腳，但這些腳不會像輪子一般轉動。天竺鼠車車有門有窗，內部可乘坐三人，配有安全帶和方向盤。人類駕駛員可以控制天竺鼠車車，但天竺鼠車車也可自行移動。本作有5隻固定登場的天竺鼠車車。
馬鈴薯
雖然個性隨和，但偶爾也會無視駕駛的指示。遇見需要幫忙的人就會挺身而出。喜歡吃胡蘿蔔。
原型為導演見里朝希的演員姐姐見里瑞穗所飼養的天竺鼠，其真身亦曾於第11話客串。
4月23日生日。
西羅摩
在本來就很膽小的天竺鼠車車中，也是屬於特別膽小的個性。
喜歡對著溫柔的駕駛撒嬌，但也時常被捲入麻煩事中，十分崇拜如同大姊姊般的泰迪。
喜歡吃生菜。
第6話因被殭屍咬到而變成殭屍樣貌，但第10話變回原貌。
2月3日生日。
阿比
既認真又富有好奇心，身上貼著新手駕駛標誌，并且期待著畢業的那天。
相較於其他天竺鼠車車更有自尊心，很害怕猫。
第10話撕去新手駕駛標誌並被噴成附有動畫角色的「痛車」。第12話變回原貌。
6月16日生日。
巧克力
行為優雅又端莊，卻有著意想不到的強大身體能力。
喜歡把自己打扮得漂漂亮亮、也很關注流行趨勢，夢想能成為世界第一的高級天竺鼠車車。
8月10日生日。
泰迪
總之就是什麼都很愛吃、也很愛動。脫線的個性讓牠從來不會感到害怕。
經常做出令人意想不到的事，是個總是害大家嚇一跳的麻煩製造者。
10月27日生日。

### 駕訓班篇
彼得
玫瑰
壹
貳
參

## 製作
本作由見里朝希擔任導演兼編劇，這是他初次執導電視動畫。他此前修讀東京藝術大學研究院影像研究科，専攻動畫，2018年修畢課程，其畢業作品《My Little Goat》（マイリトルゴート）獲得2019年東京國際短片影展日本部門優秀獎、法國PIFFF電影節大獎等獎項。在官方網站刊載的訪談中，見里表示由於在之前的創作中，除了聲音相關的，都是自己一手包辦的，因此這是他第一次跟這麼多人合作。這也是他初次製作分集的作品。
由於一集的長度定為2分40秒，讓見里十分煩惱要如何將內容豐富的故事放進一集。他想的故事大都超過了5分鐘，在削減要素，總結成讓人容易明白的故事後，得以完成12集動畫。
見里在創造角色時幾乎不加入易辨認和明確的表情。其叫聲收錄自真實的天竺鼠叫聲。他指雖然角色平常表情都是呆呆的，也不會說話，但仍能以叫聲和動作表現感情。這讓小朋友在觀看角色之間的互動時，存在想像角色感情的空間，讓他們發揮想像力。作品中亦有真人演出的場景，見里指這樣能讓天竺鼠車車的世界更具現實感。
本作製作期長約1年半。
見里朝希與其演員姐姐見里瑞穗一同出演此作第一集。見里瑞穗亦有在後續集數及第二季出演。

### 製作人員

#### 第1季
- 原案：見里朝希、新銳動畫、Japan Green Hearts
- 導演、編劇：見里朝希
- 分鏡：見里朝希、佐藤桂
- 動畫師：、佐藤桂、高野真、見里朝希
- 美術：、開發道子、佐藤桂、佐藤華音、見里朝希、村松怜那、Atelier KOCKA
- 音樂：小鷲翔太
- 音響：
- 動畫製作：新銳動畫、Japan Green Hearts
- 製作：天竺鼠車車們

#### 第2季
- 原案：見里朝希
- 導演、編劇、分鏡：
- 動畫師：小川翔大、高野真、三宅敦子、垣内由加利、小西茉莉花、當真一茂、阿部靖子
- 美術：當真一茂、福地明乃、横井遥佳、
- 音樂：小鷲翔太
- 音響：小沼則義
- 動畫製作：UchuPeople合同会社
- 製作：「PUI PUI 天竺鼠車車 駕訓班篇」製作委員會

## 各集列表
| 集數  | 原文標題 | 中文標題 （木棉花）      | 分鏡                                                 | 動畫師                          | 標題字卡                            | 演員                       | 首播日期       |
| 第1季 | 第1季    | 第1季                    | 第1季                                                | 第1季                           | 第1季                               | 第1季                      | 第1季          |
| ----- | -------- | ------------------------ | ---------------------------------------------------- | ------------------------------- | ----------------------------------- | -------------------------- | -------------- |
| 1     |          | 塞車了是誰的錯？         | 見里朝希                                             | 佐藤桂、見里朝希                | 福地明乃                            | 見里瑞穗、見里朝希         | 2021年 1月5日  |
| 2     |          | 抓住銀行搶劫犯！         | 見里朝希                                             | 佐藤桂、高野真、見里朝希        | 見里朝希                            | 佐藤桂、戶嶋優多、森永大貴 | 1月12日        |
| 3     |          | 救出貓咪大作戰           |                                                      | 高野真、見里朝希                | 村松怜那                            | （貓）                     | 1月19日        |
| 4     |          | 嚼嚼大掃除               | 、見里朝希                                           | 見里朝希                        | 高橋博海                            | 1月26日                    |                |
| 5     |          | PUIPUI競速               | 佐藤桂、見里朝希                                     | 佐藤桂、見里朝希                | 福地明乃                            | 不適用                     | 2月2日         |
| 6     |          | 殭屍和午餐               |                                                      |                                 | 見里朝希                            | 不適用                     | 2月9日         |
| 7     |          | 鼠心惶惶？洗香香！       | 佐藤桂 見里朝希                                      | 村松怜那                        | 2月16日                             | 不適用                     |                |
| 8     |          | 天竺鼠任務               | 佐藤桂、見里朝希                                     | 佐藤桂、見里朝希                | 見里朝希                            | 不適用                     | 2月23日        |
| 9     |          | 滑滑大驚喜               | 佐藤桂、見里朝希                                     | 佐藤桂、見里朝希                | 村松怜那                            | 不適用                     | 3月2日         |
| 10    |          | 想成為英雄               | 見里朝希                                             | 高野真、見里朝希                | 見里朝希                            | 不適用                     | 3月9日         |
| 11    |          | 時空天竺鼠車車           | 見里朝希                                             | 高野真、見里朝希                | 福地明乃                            | （天竺鼠）                 | 3月16日        |
| 12    |          | 一起來！天竺鼠車車派對！ | 見里朝希                                             | 佐藤桂、見里朝希                | 福地明乃                            | 見里瑞穗                   | 3月23日        |
| 第2季 |          |                          |                                                      |                                 |                                     |                            |                |
| 1     |          | 大樓倒塌啦！             |                                                      | 三宅敦子、垣內由加利 當真一茂、 | 見里朝希                            | 見里瑞穗、山下諒           | 2022年 10月8日 |
| 2     |          | 白塗裝車車的逆襲         | 高野真                                               | 橋爪伸彌                        | 不適用                              | 10月15日                   |                |
| 3     |          | 誠實的食慾               | 垣內由加利、阿部靖子 高野真、                        | 佐滕華英                        | 不適用                              | 10月22日                   |                |
| 4     |          | 在BUG中救援              | 三宅敦子、福地明乃、                                 | 福地明乃                        | 不適用                              | 10月29日                   |                |
| 5     |          | 情書從屁屁傳遞出去       | 小川翔太、小西茉莉花、高野真 垣內由加利、三宅敦子    | 佐藤華音                        | 不適用                              | 11月5日                    |                |
| 6     |          | 握住勝利吧！嚼嚼大運動會 | 小川翔太、小西茉莉花                                 | 橋爪伸彌                        | 不適用                              | 11月12日                   |                |
| 7     |          | 恐怖的海底隧道           | 當真一茂、阿部靖子                                   | 福地明乃                        | 不適用                              | 11月19日                   |                |
| 8     |          | 不完美的我們             | 高野真、垣內由加利 當真一茂、                        | 村松怜那                        | 、西山啟介 高橋博海、親川愛美       | 11月26日                   |                |
| 9     |          | 心跳加速！月球表面訓練   | 小川翔太、小西茉莉花                                 | 小光                            | 不適用                              | 12月3日                    |                |
| 10    |          | 那孩子是誰呢？           | 小川翔太、小西茉莉花 當真一茂、垣內由加利            | 村松怜那                        | 不適用                              | 12月10日                   |                |
| 11    |          | 彼得的惡夢               | 小川翔太、小西茉莉花 垣內由加利、久保雄太郎 米谷聰美 | 佐藤華音                        | 不適用                              | 12月17日                   |                |
| 12    |          | 再見囉！車車駕訓班       | 高野真、三宅敦子 垣內由加利、當真一茂                |                                 | 見里瑞穗、山下諒 西山啟介、親川愛美 | 12月24日                   |                |

## 迴響
雖為兒童節目，但依舊在Twitter上引起話題。官方Twitter公布消息的推文獲得約3萬次轉推；1月15日，官方Twitter追蹤者數目超過15萬人。動畫評論家藤津亮太解釋作品為何如此受歡迎時，指出羊毛氈帶有的柔軟和温暖感覺跟天竺鼠這個主題一致，構成了很可愛的角色，天竺鼠的叫聲和動作也十分逼真，還有作品的世界觀讓人有想像的餘地。3月19日追蹤數超過40.7萬人。3月台灣也成立官方網站，收錄更多天竺鼠車車的相關情報。
木棉花台灣與香港YouTube頻道第12集播映結束後，宣布與手機遊戲《神魔之塔》合作（合作結束後已刪除此片段）。
2022年，本作榮獲日本新媒體動漫藝術節動畫部門社會影響力賞。2023年3月，根據朝日新聞報導，《PUI PUI 天竺鼠車車》被日本出版社開隆堂列入2024年發行的小學五、六年圖畫教科書中，作為範例作品之一

## 播放平台
《PUI PUI 天竺鼠車車》除了在日本東京電視網上播映外，亦在台灣和香港各自的木棉花YouTube頻道上同步播映。此外，在台灣巴哈姆特動畫瘋、Yahoo TV等網上平台亦會同步上架。2月2日起，台視主頻亦開始在多個時段播映《PUI PUI 天竺鼠車車》。香港Viu於3月1日上架，無綫電視於3月8日－4月4日在J2黃金時間內多個時段播映。
| 播放地區                                         | 播放電視台                | 播放日期                | 播放時間（UTC+8） | 字幕語言               | 備註   |
| 第1季                                            | 第1季                     | 第1季                   | 第1季             | 第1季                  | 第1季  |
| ------------------------------------------------ | ------------------------- | ----------------------- | ----------------- | ---------------------- | ------ |
| 東盟（除越南和汶萊）、印度、孟加拉、尼泊爾、不丹 | Muse Asia YouTube頻道     | 2021年1月5日－3月23日   | 星期二 07時35分   | 簡體中文、英文         | [ 17 ] |
| 馬來西亞、汶萊                                   | Muse Malaysia YouTube頻道 | 2021年1月5日－3月23日   | 星期二 07時35分   | 簡體中文、馬來文、英文 | [ 18 ] |
| 臺灣                                             | Muse木棉花-TW YouTube頻道 | 2021年1月5日－3月23日   | 星期二 07時35分   | 繁體中文               | [ 19 ] |
| 香港、澳門                                       | Muse木棉花-HK YouTube頻道 | 2021年1月5日－3月23日   | 星期二 07時35分   | 繁體中文               |        |
| 第2季                                            |                           |                         |                   |                        |        |
| 臺灣                                             | Muse木棉花-TW YouTube頻道 | 2022年10月8日－12月24日 | 星期六 07時00分   | 繁體中文               |        |
| 臺灣                                             | 巴哈姆特動畫瘋            | 2022年10月8日－12月24日 | 星期六 07時00分   | 繁體中文               |        |
| 臺灣                                             | Yahoo TV                  | 2022年10月8日－12月24日 | 星期六 07時00分   | 繁體中文               |        |
| 臺灣                                             | KKTV                      | 2022年10月8日－12月24日 | 星期六 07時00分   | 繁體中文               |        |
| 臺灣                                             | LiTV 線上影視             | 2022年10月8日－12月24日 | 星期六 07時00分   | 繁體中文               |        |
| 臺灣                                             | Hami Video                | 2022年10月8日－12月24日 | 星期六 07時00分   | 繁體中文               |        |
| 臺灣                                             | LINE TV                   | 2022年10月8日－12月24日 | 星期六 07時00分   | 繁體中文               |        |
| 臺灣                                             | 中華電信MOD               | 2022年10月8日－12月24日 | 星期六 07時00分   | 繁體中文               |        |
| 香港、澳門                                       | Muse木棉花-HK YouTube頻道 | 2022年10月8日－12月24日 | 星期六 07時00分   | 繁體中文               |        |
| 香港                                             | Viu                       | 2022年10月8日－12月24日 | 星期六 07時00分   | 繁體中文               |        |
| 香港                                             | myTV Gold                 | 2022年10月8日－12月24日 | 星期六 07時00分   | 繁體中文               |        |
| 澳門                                             | TVB Anywhere              | 2022年10月8日－12月24日 | 星期六 07時00分   | 繁體中文               |        |

## 外部連結
- 官方網站 （页面存档备份，存于） （日語）
- 台灣官方網站 （页面存档备份，存于）（繁體中文）
- 香港官方網站 （页面存档备份，存于）（繁體中文）
- 官方的X（前Twitter）（日語）
- 官方的Instagram帳戶（日語）
- YouTube上的官方頻道（日語）
- YouTube上的Muse木棉花-TW播放列表（繁體中文）
- YouTube上的Muse木棉花-HK播放列表（繁體中文）